# Municipio de Silver Hill
El municipio de Silver Hill (en inglés: Silver Hill Township) es un municipio ubicado en el  condado de Davidson en el estado estadounidense de Carolina del Norte. En el año 2010 tenía una población de 6.164 habitantes.

## Geografía
El municipio de Silver Hill se encuentra ubicado en las coordenadas 35°42′29.28″N 80°12′33.04″O / 35.7081333, -80.2091778.